# Мисвак
Мисвак (на арабски: سواك, miswaak, siwak) е ориенталска четка за зъби, която е направена от материала на дървото Олденландия (Salvadora persica). Употребата на мисвака е характерна предимно за мюсюлманските страни, но неговата поява датира отпреди появата на исляма. Мисвакът е разпространен от Близкия изток до Източна и Югоизточна Азия, където е познат под малайзийското му название Kayu Sugi.
В исляма употребата на мисвак се препоръчва от пророка Мохамед.
Светованата здравна организация препоръчва употребата на мисвак през 1986 г., а през 2000 международен научен доклад за устната хигиена препоръчва извършването на повече изследвания за установяване на ефекта от употребата на мисвака. През 2003 г. научно изследване сравнява устната хигиена при уопотребата на мисвак и обикновена четка за зъби. Резултатите от изследването са в полза на хората, които са ползвали мисвак след подробна инструкция за правилната му употреба.
Научни изследвания показват, че действието на силно концентриран екстракт от Олденландия наподобява действието на други орални дезинфектанти и антибактериални агенти като Триклозан и Хлорхексидин.